# 视黄酸诱导孤儿G蛋白偶联受体
视黄酸诱导孤儿G蛋白偶联受体（英语：Retinoic Acid-Inducible orphan G-protein-coupled receptor），缩写为RAIG，是一组四个密切相关的G蛋白偶联受体，其表达由视黄酸诱导。
这些蛋白质的确切功能尚未确定，但它们可能提供了视黄酸影响G蛋白信号转导级联的机制。此外，RAIG受体与卷曲类G蛋白偶联受体的成员相互作用，并似乎激活Wnt信号通路。